# Geirangerfjorden

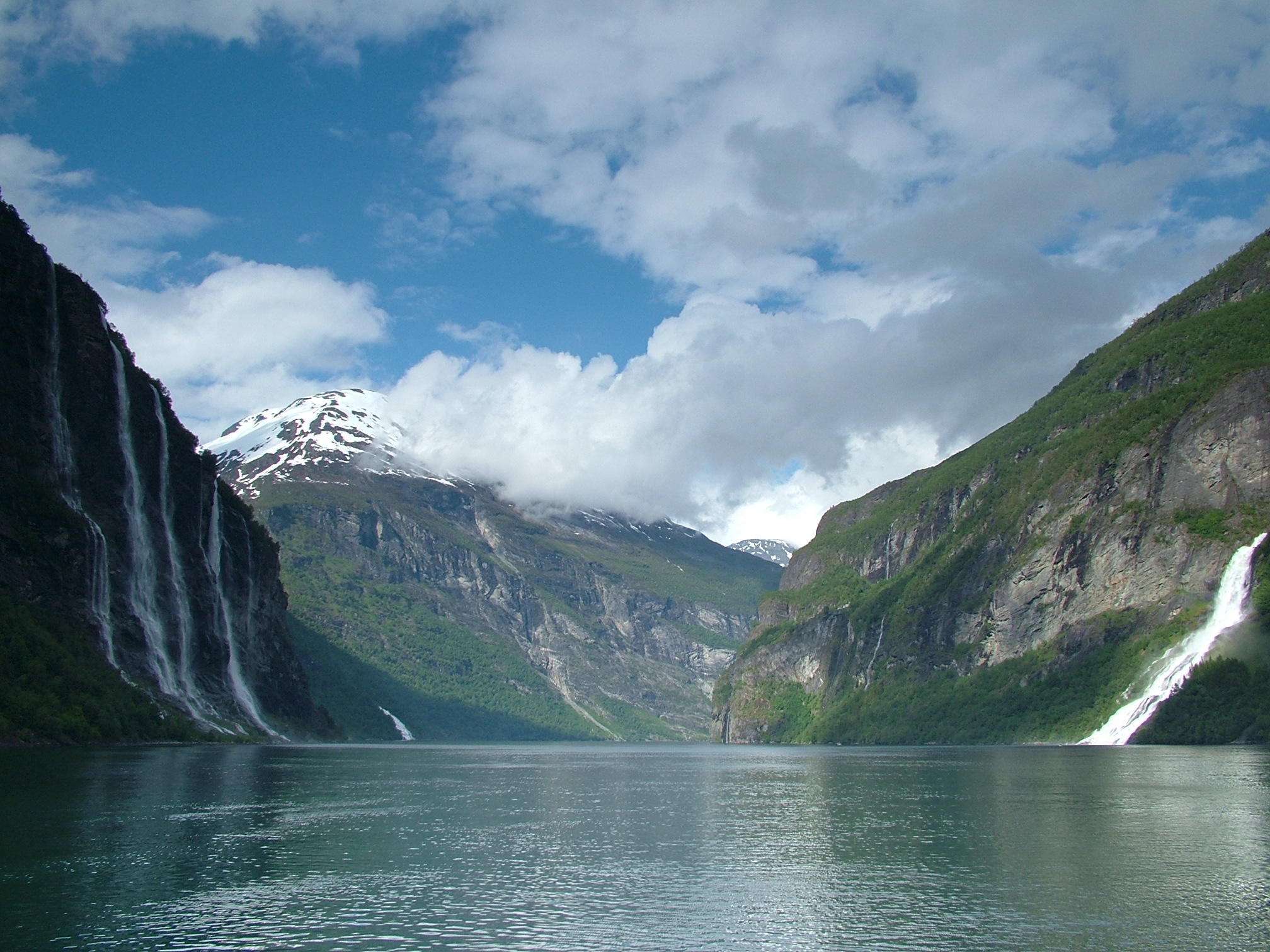
Geirangerfjorden

Geirangerfjorden – fiord w południowo-zachodniej Norwegii, w 2005 roku wraz z Nærøyfjorden wpisany na listę światowego dziedzictwa UNESCO. Fiord ma długość 15 kilometrów i otoczony jest stromymi, skalistymi zboczami, po których spływają liczne wodospady, m.in. De Syv Søstrene (Wodospad Siedmiu Sióstr). Na okolicznych wzgórzach rozsiane są dawne, opuszczone farmy. Między wioskami Geiranger i Hellesylt, leżącymi na przeciwległych krańcach wąskiej doliny fiordu, kursują promy. 

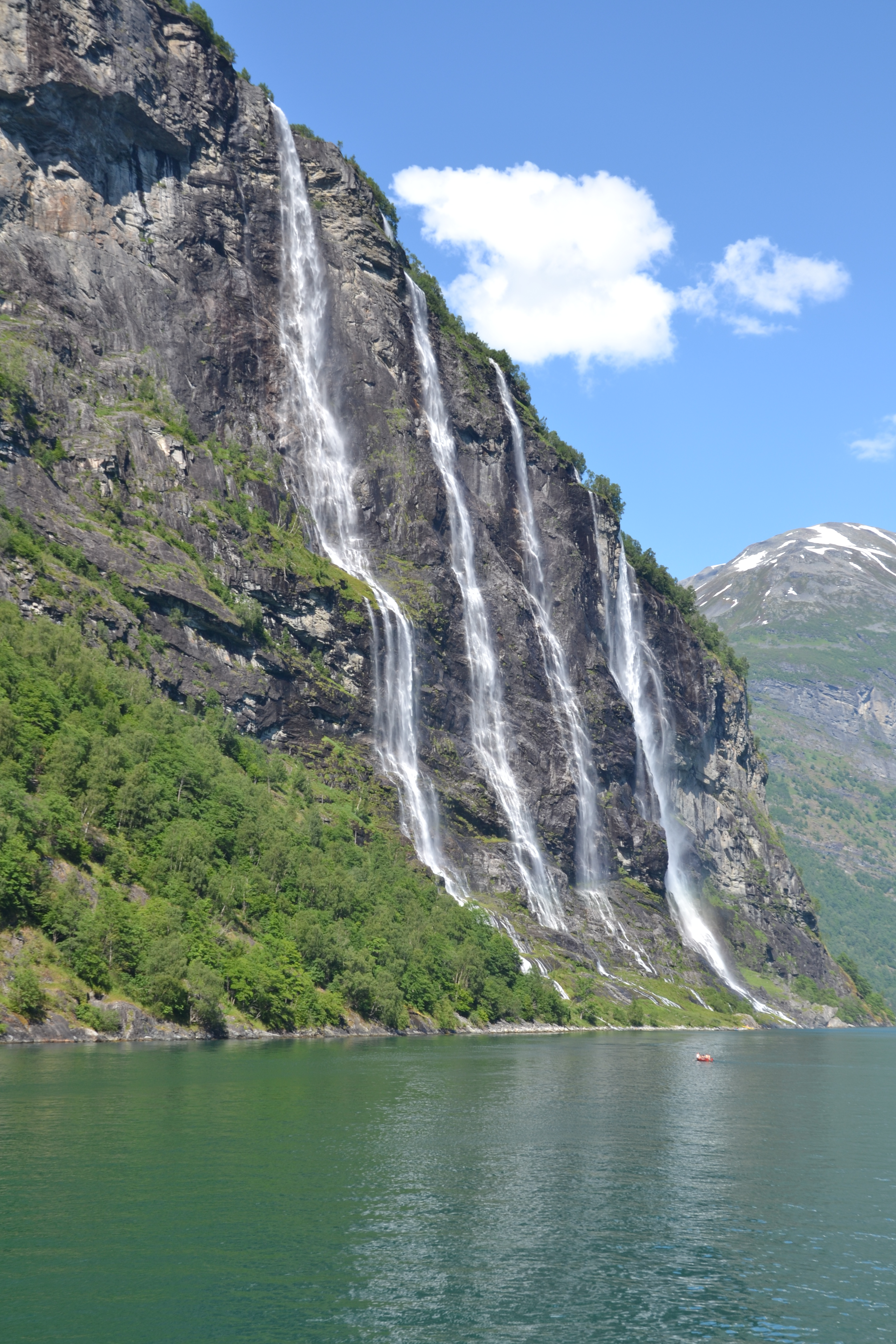
Wodospad De Syv Søstrene wpadający do Geirangerfjorden